# Elecciones generales de Bangladés de febrero de 1996
Las elecciones generales de Bangladés de febrero de 1996 se llevaron a cabo el 15 de febrero de ese mismo año. Estas elecciones en particular fue el primer episodio de boicot por parte de la oposición. Ningún partido, excepto el oficialista Partido Nacionalista de Bangladés (BNP) presentó candidaturas. La participación de la ciudadanía fue escasa, llegando solo al 21% de los habilitados para sufragar.

## Sistema de gobierno

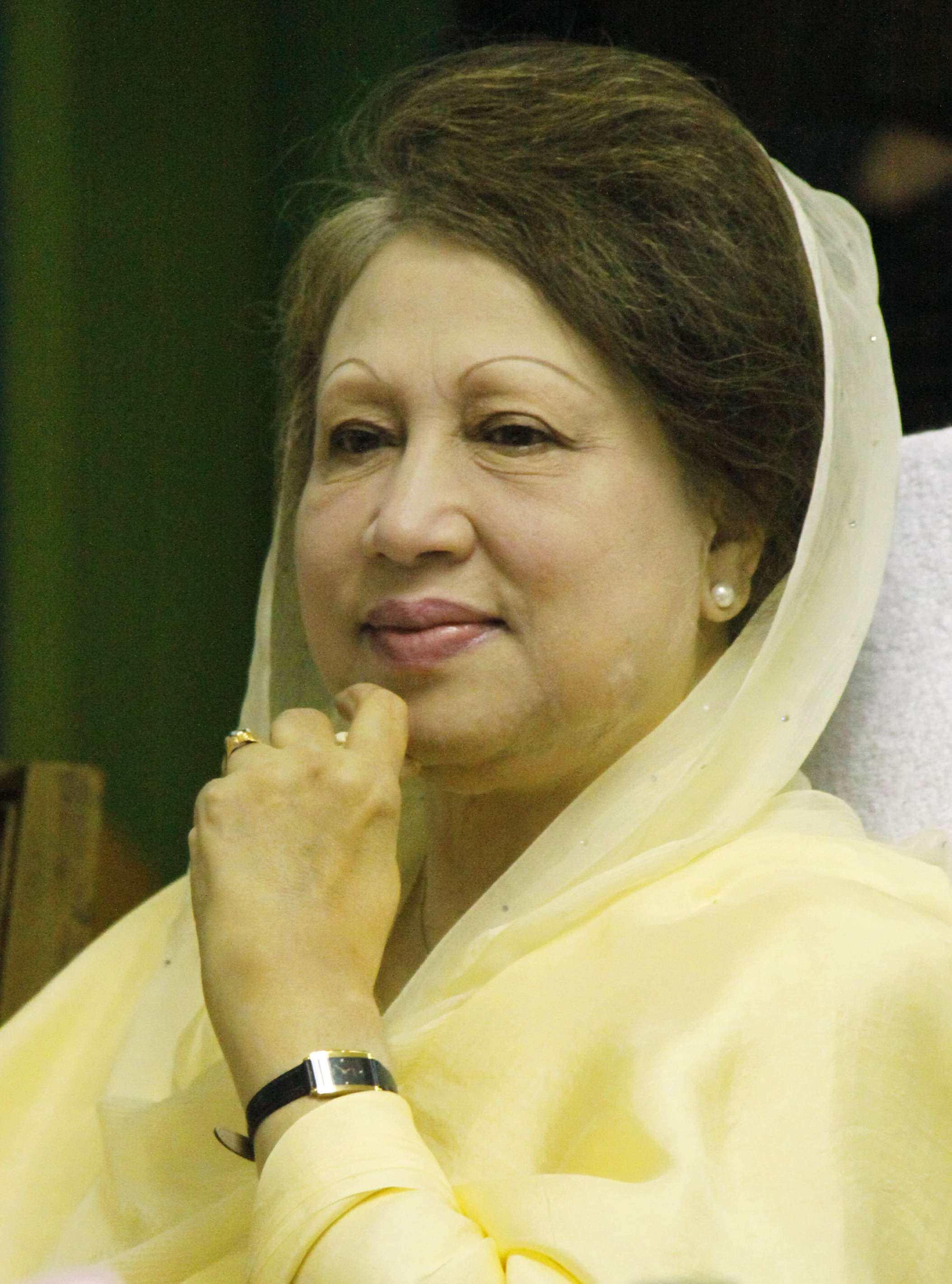
Jaleda Zia, Primer ministro de Bangladés electa por el Parlamento en febrero de 1996.

Bangladés es una república parlamentaria. Las elecciones para el parlamento unicameral (conocido como Jatiyo Sangshad) en las que todos los ciudadanos de 18 años o más pueden votar. Actualmente, el parlamento tiene 345 miembros incluyendo 45 puestos reservados para las mujeres, elegidas en distritos electorales. 
El primer ministro, como el jefe de Gobierno, elige a los miembros del gabinete y se encarga de los asuntos cotidianos del Estado. El presidente es el jefe de Estado y el comandante en jefe del ejército bengalí, además de que es elegido por el parlamento, mientras que el primer ministro es el líder o jefe del partido mayoritario del Parlamento.

## Antecedentes
En marzo de 1994 se produjo una controversia en el Parlamento, donde la oposición liderada por la Liga Awami denunció que el gobierno del Partido Nacionalista de Bangladés estaría organizando un boicot a la Asamblea Nacional para dejar fuera a toda la oposición. Así, todos los partidos opositores al BNP presionaron por la suspensión de las elecciones programadas para febrero de 1996, sin embargo el gobierno mantuvo su posición en llevarlas a cabo con o sin más candidatos.
La Secretaría del Commonwealth del Reino Unido, hizo enormes esfuerzos por mediar en estas disputas, pero fracasaron y se llevaron a cabo los comicios sin participación de la oposición bengalí. Hicieron una campaña de marchas, manifestaciones y huelgas para obligar al gobierno a dimitir, pero las elecciones se llevaron a cabo como decía el programa.

## Partidos políticos
En estas elecciones solo participó el partido oficialista Partido Nacionalista de Bangladés (BNP) liderado por Jaleda Zia, quien fue elegida primer ministro ante la inexistencia de competidores, quienes se habían marginado del proceso electoral como forma de boicotear los comicios.

## Resultados electorales
|  | 100 % |

|  | 100 % |

## Consecuencias
En marzo de 1996, a raíz de la escalada de violencia política, el Parlamento promulga la decimotercera enmienda constitucional para permitir un gobierno provisional neutral que asuma la tarea de convocar a nuevos comicios para junio. El expresidente del Tribunal Supremo, Muhammad Habibur Rahman fue nombrado asesor principal, una posición equivalente a la de primer ministro en un gobierno interino. 